# 펑타이둥다제역
펑타이둥다제역(중국어: 丰台东大街站)은 중화인민공화국 베이징시 펑타이구 펑타이 가도(丰台街道)의 동대가(东大街)·유영장 북로(游泳场北路) 교차로에 위치한 베이징 지하철 9호선의 지하철역이다. 출입구 공사 진행으로 인해 9호선 역은 2011년 12월 31일에 개통되지 않았으나 2012년 10월 12일로 연기되어 개장하였다.

## 위치
역은 남북으로 이어지는 동대가의 중간 구역에 위치한다.

## 역 구조

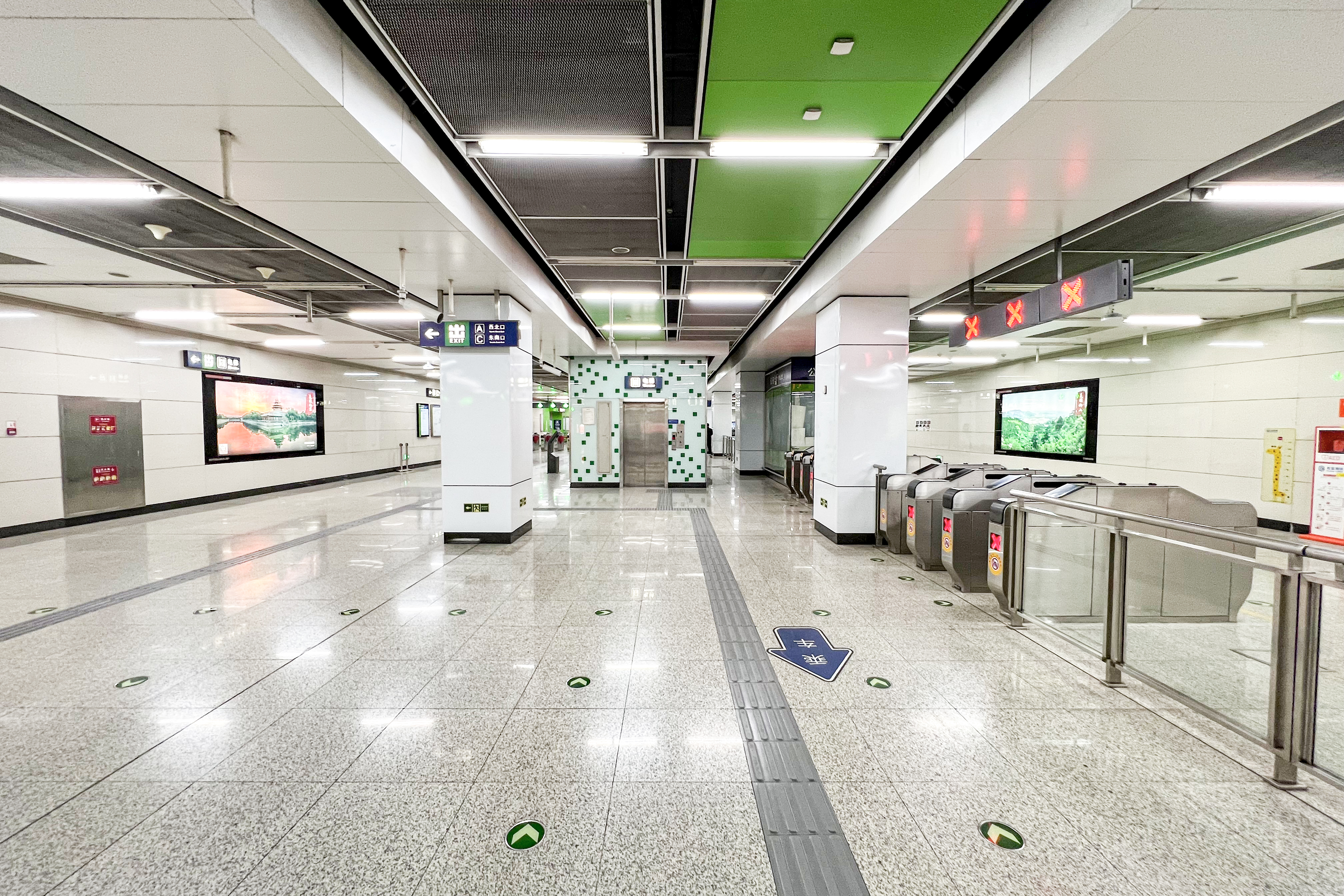
대합실

이 역은 1면 2선 섬식 승강장으로 설계된 지하역이다. 역에 건넘선이 연결되어 있다. 역의 색상은 녹색이다.
| 지면층             | 가도                            | A-C출입구                                                                 |
| 지하 1층 대합실 층 | 대합실                          | 고객센터, 자동 발권기, 출입 게이트                                        |
| 지하 2층 승강장    | ←                               | ■ 9호선 일반열차 / ■ 팡산선 직통열차 국가도서관 방면(치리좡)              |
| 지하 2층 승강장    | 섬식 승강장, 왼쪽 출입문이 열림 |                                                                           |
| 지하 2층 승강장    | →                               | ■ 9호선 일반열차 궈궁좡 방면 / ■ 팡산선 직통열차 옌춘둥 방면 (펑타이난루) |

## 출구
이 역에는 A(북서쪽)와 C(남동쪽)의 두 출입구가 존재한다.
|                         |                | |      |           |
| 출구                    | 지시           | 출구 인근                                                                                           | 사진 | 편의 시설 |
| 出口 · A                | 동대가(东大街) | 펑관로(丰管路), 치리좡로(七里庄路), 펑타이구 공안국(丰台区公安局), 펑타이 제1유치원(丰台第一幼儿园) |      | 빈칸      |
| 出口 · C                | 동대가(东大街) | 둥화창로(东货场路), 둥잉리 커뮤니티(东营里小区)                                                     |      |           |
| 아이콘 설명: 엘리베이터 |                | |      |           |